# Daniel Valdés
Daniel Eduardo Valdés Guerrero (San Cristóbal, Táchira, Venezuela; 9 de abril de 1985) es un futbolista venezolano que juega como portero en el Deportivo Rayo Zuliano de la Primera División de Venezuela.
Ha militado en clubes como Trujillanos, Deportivo Táchira, Zamora, Deportivo Anzoátegui, ACD Lara, Real Esppor, Atlético Venezuela y Estudiantes de Mérida.

## Clubes
| Club                  | País      | Año           | Juegos | Goles |
| --------------------- | --------- | ------------- | ------ | ----- |
| Trujillanos FC        | Venezuela | 2005 - 2006   | 0      | 0     |
| Deportivo Táchira     | Venezuela | 2006 - 2008   | 8      | 0     |
| Zamora FC             | Venezuela | 2009 - 2010   | 32     | 0     |
| Deportivo Anzoátegui  | Venezuela | 2010          | 16     | 0     |
| ACD Lara              | Venezuela | 2011 - 2012   | 14     | 0     |
| Real Esppor           | Venezuela | 2012 - 2013   | 34     | 0     |
| Yaracuyanos FC        | Venezuela | 2013 - 2014   | 16     | 0     |
| Atlético Venezuela    | Venezuela | 2014 - 2016   | 87     | 0     |
| Deportivo Táchira     | Venezuela | 2017          | 4      | 0     |
| Carabobo FC           | Venezuela | 2017-2018     | 4      | 0     |
| Zamora FC             | Venezuela | 2018-2021     | 29     | 0     |
| Estudiantes de Mérida | Venezuela | 2021-presente | 0      | 0     |